# نبردناو کلاس لیتوری
نبردناو کلاس لیتوری (به انگلیسی: Littorio-class battleship) یک کلاس از کشتی است که طول آن ۲۳۷٫۷۶ متر (۷۸۰٫۱ فوت) می‌باشد.